# Scolopia saeva
Scolopia saeva är en videväxtart som först beskrevs av Henry Fletcher Hance, och fick sitt nu gällande namn av Henry Fletcher Hance. Scolopia saeva ingår i släktet Scolopia och familjen videväxter. Inga underarter finns listade i Catalogue of Life.